# Sanedrí (Talmud)

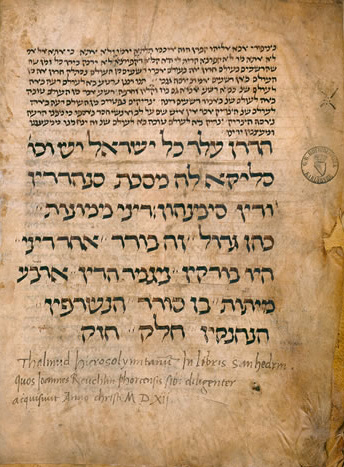
Última pàgina del tractat.

El tractat talmúdic anomenat Sanedrí (en hebreu: סנהדרין) és un dels deu tractats de l'ordre de Nezikín (una secció del Talmud babilònic que s'ocupa dels danys i dels procediments civils i penals). Originalment va formar un tractat juntament amb Makot, que també s'ocupa del dret penal. La Guemarà d'aquest tractat és notable com a precursora del desenvolupament dels principis del dret consuetudinari, per exemple, la presumpció d'innocència, i la regla que una condemna penal requereix la concurrència dels dotze membres del jurat. Aquest tractat es troba en la Mixnà i a la Guemarà.

## Resum del tractat
Dins de l'ordre de Nezikín, el tractat de Sanedrí es centra en els afers de la jurisdicció, el dret penal i els càstigs. El tractat inclou 11 capítols que tracten els següents temes:
Els diferents nivells dels tribunals i els casos en els quals cada nivell presideix les lleis del summe sacerdot i el rei jueu, i la seva participació en els procediments judicials.
Els judicis civils: els testimonis i els jutges acceptables i els procediments generals.
La diferència entre els casos penals i els casos civils, els procediments generals en els casos penals.
Els procediments de la cort, incloent l'interrogatori dels testimonis i la votació dels jutges.
Els procediments per a l'execució després de la condemna, especialment la lapidació.
Els quatre tipus de pena capital, i els delictes en els que cal aplicar la lapidació.
El fill rebel, i altres crims pels quals el ofensor és executat, i els crims pels quals els jueus estan destinats a morir si els cometen.
Els delictes que mereixen la pena capital mitjançant la crema del reu a la foguera, l'abocament de plom ardent a la gola del reu, o bé mitjançant la decapitació del reu, i els càstigs auxiliars.
Els delictes que mereixen la pena capital mitjançant l'estrangulació i l'execució a la forca del reu.
Els que tindran la seva part a l'Olam Havà, el món futur, i els que no tindran la seva part.